# Cóctel morisco
El cóctel morisco, mauresco (en provenzal) o mauresque (en francés) es un cóctel típico del sur de Francia, así como algunos lugares de España, a base de pastis (licor aromatizado de anís estrellado y regaliz) y sirope Orgeat (jarabe de almendras).
Fue creado por los soldados franceses que servían en el batallón africano, conocido como Bureau arabe, durante la campaña de Argelia (1830-1840).
También es una bebida clásica de la gastronomía pied-noir.

## Variantes
- Le Perruquet, de tono verde porque se le agrega también sirope de menta.
- La Tomate, de tono rojo, a pesar del nombre no lleva tomate, sino granadina.
- Le Soleil o le Chinois, de tono amarillo, está aromatizado con sirope de limón.